# Tour de France 1976
63. Tour de France rozpoczął się 24 czerwca w Saint-Jean-de-Monts, a zakończył się 18 lipca w Paryżu. Wyścig składał się z prologu i 22 etapów. Cała trasa liczyła 4017 km.
Klasyfikację generalną wygrał Belg Lucien Van Impe, wyprzedzając Holendra Joopa Zoetemelka i Francuza Raymonda Poulidora. Klasyfikację punktową wygrał kolejny Belg - Freddy Maertens, górską Włoch Giancarlo Bellini, młodzieżową Hiszpan Enrique Martínez, a sprinterską reprezentant gospodarzy Robert Mintkiewicz. Najaktywniejszym kolarzem został Francuz Raymond Delisle. W klasyfikacji drużynowej najlepsza była hiszpańska ekipa KAS, a w punktowej klasyfikacji drużynowej zwyciężył francuski zespół Gan–Mercier.
Trzej kolarze: Francuzi Régis Ovion i Bernard Labourdette oraz Hiszpan Jesús Manzaneque zostali zdyskwalifikowani za doping.

## Drużyny
W tej edycji TdF wzięło udział 13 drużyn:
- Peugeot-Esso
- Gitane-Campagnolo
- Gan-Mercier
- KAS-Campagnolo
- Super-Ser
- Ti Raleigh
- Jobo-Wolber-La France
- Velda-Flandria
- Miko-Superia
- Jolly Ceramica
- Lejeune-BP
- Brooklyn
- Scic-Fiat

## Etapy
| P   | 24 czerwca | Saint-Jean-de-Monts                    | ITT 8,0 km    | Freddy Maertens    |               |               |               |
| 1   | 25 czerwca | Saint-Jean-de-Monts – Angers           | 173,0 km      | Freddy Maertens    |               |               |               |
| 2   | 26 czerwca | Angers – Caen                          | 236,5 km      | Giovanni Battaglin |               |               |               |
| 3   | 27 czerwca | Le Touquet-Paris-Plage                 | ITT 37,0 km   | Freddy Maertens    |               |               |               |
| 4   | 28 czerwca | Le Touquet-Paris-Plage – Bornem        | 258,0 km      | Hennie Kuiper      |               |               |               |
| 5A  | 29 czerwca | Leuven                                 | TTT 4,3 km    | Ti-Raleigh         |               |               |               |
| 5B  | 29 czerwca | Leuven – Verviers                      | 144,0 km      | Miguel María Lasa  |               |               |               |
| 6   | 30 czerwca | Bastogne – Nancy                       | 209,0 km      | Aldo Parecchini    |               |               |               |
| 7   | 1 lipca    | Nancy – Miluza                         | 207,5 km      | Freddy Maertens    |               |               |               |
| 8   | 2 lipca    | Valentigney – Divonne-les-Bains        | 220,5 km      | Jacques Esclassan  |               |               |               |
|     | 3 lipca    | Dzień przerwy                          | Dzień przerwy | Dzień przerwy      | Dzień przerwy | Dzień przerwy | Dzień przerwy |
| 9   | 4 lipca    | Divonne-les-Bains – L’Alpe d’Huez      | 258,0 km      | Joop Zoetemelk     |               |               |               |
| 10  | 5 lipca    | Le Bourg-d’Oisans – Montgenèvre        | 158,0 km      | Joop Zoetemelk     |               |               |               |
| 11  | 6 lipca    | Montgenèvre – Manosque                 | 224,0 km      | José Luis Viejo    |               |               |               |
|     | 7 lipca    | Dzień przerwy                          | Dzień przerwy | Dzień przerwy      | Dzień przerwy | Dzień przerwy | Dzień przerwy |
| 12  | 8 lipca    | Le Barcarès – Pyrénées 2000            | 205,5 km      | Raymond Delisle    |               |               |               |
| 13  | 9 lipca    | Font-Romeu-Odeillo-Via – Saint-Gaudens | 188,0 km      | Willy Teirlinck    |               |               |               |
| 14  | 10 lipca   | Saint-Gaudens – Saint-Lary-Soulan      | 139,0 km      | Lucien Van Impe    |               |               |               |
| 15  | 11 lipca   | Saint-Lary-Soulan – Pau                | 195,0 km      | Wladimiro Panizza  |               |               |               |
| 16  | 12 lipca   | Pau – Fleurance                        | 152,0 km      | Michel Pollentier  |               |               |               |
| 17  | 13 lipca   | Fleurance – Auch                       | ITT 38,7 km   | Ferdinand Bracke   |               |               |               |
| 18A | 14 lipca   | Auch – Langon                          | 86,0 km       | Freddy Maertens    |               |               |               |
| 18B | 14 lipca   | Langon – Lacanau                       | 123,0 km      | Freddy Maertens    |               |               |               |
| 18C | 14 lipca   | Lacanau – Bordeaux                     | 70,5 km       | Gerben Karstens    |               |               |               |
| 19  | 15 lipca   | Sainte-Foy-la-Grande – Tulle           | 219,5 km      | Hubert Mathis      |               |               |               |
| 20  | 16 lipca   | Tulle – Puy de Dôme                    | 220,0 km      | Joop Zoetemelk     |               |               |               |
| 21  | 17 lipca   | Montargis – Wersal                     | 145,5 km      | Freddy Maertens    |               |               |               |
| 22A | 18 lipca   | Paryż                                  | ITT 6,0 km    | Freddy Maertens    |               |               |               |
| 22B | 18 lipca   | Paryż                                  | 90,7 km       | Gerben Karstens    |               |               |               |

## Liderzy klasyfikacji po etapach
| Etap                 | Zwycięzca            | Klasyfikacja generalna | Klasyfikacja punktowa | Klasyfikacja górska             | Klasyfikacja młodzieżowa | Klasyfikacja sprinterska           | Klasyfikacja drużynowa | Klasyfikacja punktowa drużynowa |
| -------------------- | -------------------- | ---------------------- | --------------------- | ------------------------------- | ------------------------ | ---------------------------------- | ---------------------- | ------------------------------- |
| P                    | Freddy Maertens      | Freddy Maertens        | Freddy Maertens       | brak                            | Bert Pronk               | brak                               | Gan–Mercier            | Gan–Mercier                     |
| 1                    | Freddy Maertens      | Freddy Maertens        | Freddy Maertens       | Hennie Kuiper Roger Legeay      | Bert Pronk               | Freddy Maertens                    | Gan–Mercier            | Raleigh                         |
| 2                    | Giovanni Battaglin   | Freddy Maertens        | Freddy Maertens       | Arnaldo Caverzasi               | Bert Pronk               | Freddy Maertens                    | Gan–Mercier            | Raleigh                         |
| 3                    | Freddy Maertens      | Freddy Maertens        | Freddy Maertens       | Arnaldo Caverzasi               | Bert Pronk               | Freddy Maertens                    | Velda                  | Raleigh                         |
| 4                    | Hennie Kuiper        | Freddy Maertens        | Freddy Maertens       | Hennie Kuiper Arnaldo Caverzasi | Bert Pronk               | Freddy Maertens                    | Velda                  | Raleigh                         |
| 5A                   | Ti-Raleigh           | Freddy Maertens        | Freddy Maertens       | Hennie Kuiper Arnaldo Caverzasi | Bert Pronk               | Freddy Maertens                    | Velda                  | Raleigh                         |
| 5B                   | Miguel María Lasa    | Freddy Maertens        | Freddy Maertens       | Hennie Kuiper Arnaldo Caverzasi | Bert Pronk               | Robert Mintkiewicz                 | Velda                  | Raleigh                         |
| 6                    | Aldo Parecchini      | Freddy Maertens        | Freddy Maertens       | Hennie Kuiper Arnaldo Caverzasi | Bert Pronk               | Robert Mintkiewicz                 | Brooklyn               | Gan–Mercier                     |
| 7                    | Freddy Maertens      | Freddy Maertens        | Freddy Maertens       | Hennie Kuiper                   | Bert Pronk               | Freddy Maertens                    | Gan–Mercier            | Gan–Mercier                     |
| 8                    | Jacques Esclassan    | Freddy Maertens        | Freddy Maertens       | Giancarlo Bellini               | Bert Pronk               | Robert Mintkiewicz                 | Gan–Mercier            | Gan–Mercier                     |
| 9                    | Joop Zoetemelk       | Lucien Van Impe        | Freddy Maertens       | Giancarlo Bellini               | Patrick Perret           | Robert Mintkiewicz                 | Gan–Mercier            | Gan–Mercier                     |
| 10                   | Joop Zoetemelk       | Lucien Van Impe        | Freddy Maertens       | Lucien Van Impe                 | Alain Meslet             | Robert Mintkiewicz                 | Gan–Mercier            | Gan–Mercier                     |
| 11                   | José Luis Viejo      | Lucien Van Impe        | Freddy Maertens       | Lucien Van Impe                 | Alain Meslet             | Robert Mintkiewicz                 | Gan–Mercier            | Gan–Mercier                     |
| 12                   | Raymond Delisle      | Raymond Delisle        | Freddy Maertens       | Lucien Van Impe                 | Alain Meslet             | Freddy Maertens                    | Peugeot                | Gan–Mercier                     |
| 13                   | Willy Teirlinck      | Raymond Delisle        | Freddy Maertens       | Giancarlo Bellini               | Alain Meslet             | Freddy Maertens Robert Mintkiewicz | Peugeot                | Gan–Mercier                     |
| 14                   | Lucien Van Impe      | Lucien Van Impe        | Freddy Maertens       | Lucien Van Impe                 | Alain Meslet             | Freddy Maertens Robert Mintkiewicz | KAS                    | Gan–Mercier                     |
| 15                   | Wladimiro Panizza    | Lucien Van Impe        | Freddy Maertens       | Lucien Van Impe                 | Alain Meslet             | Freddy Maertens Robert Mintkiewicz | KAS                    | Gan–Mercier                     |
| 16                   | Michel Pollentier    | Lucien Van Impe        | Freddy Maertens       | Lucien Van Impe                 | Alain Meslet             | Robert Mintkiewicz                 | KAS                    | Gan–Mercier                     |
| 17                   | Ferdinand Bracke     | Lucien Van Impe        | Freddy Maertens       | Lucien Van Impe                 | Bert Pronk               | Robert Mintkiewicz                 | KAS                    | Gan–Mercier                     |
| 18A                  | Freddy Maertens      | Lucien Van Impe        | Freddy Maertens       | Lucien Van Impe                 | Bert Pronk               | Robert Mintkiewicz                 | KAS                    | Gan–Mercier                     |
| 18B                  | Freddy Maertens      | Lucien Van Impe        | Freddy Maertens       | Lucien Van Impe                 | Bert Pronk               | Robert Mintkiewicz                 | KAS                    | Gan–Mercier                     |
| 18C                  | Gerben Karstens      | Lucien Van Impe        | Freddy Maertens       | Giancarlo Bellini               | Bert Pronk               | Robert Mintkiewicz                 | KAS                    | Gan–Mercier                     |
| 19                   | Hubert Mathis        | Lucien Van Impe        | Freddy Maertens       | Giancarlo Bellini               | Bert Pronk               | Robert Mintkiewicz                 | KAS                    | Gan–Mercier                     |
| 20                   | Joop Zoetemelk       | Lucien Van Impe        | Freddy Maertens       | Lucien Van Impe                 | Enrique Martínez Heredia | Robert Mintkiewicz                 | KAS                    | Gan–Mercier                     |
| 21                   | Freddy Maertens      | Lucien Van Impe        | Freddy Maertens       | Giancarlo Bellini               | Enrique Martínez Heredia | Robert Mintkiewicz                 | KAS                    | Gan–Mercier                     |
| 22A                  | Freddy Maertens      | Lucien Van Impe        | Freddy Maertens       | Giancarlo Bellini               | Enrique Martínez Heredia | Robert Mintkiewicz                 | KAS                    | Gan–Mercier                     |
| 22B                  | Gerben Karstens      | Lucien Van Impe        | Freddy Maertens       | Giancarlo Bellini               | Enrique Martínez Heredia | Robert Mintkiewicz                 | KAS                    | Gan–Mercier                     |
| Klasyfikacja końcowa | Klasyfikacja końcowa | Lucien Van Impe        | Freddy Maertens       | Giancarlo Bellini               | Enrique Martínez         | Robert Mintkiewicz                 | KAS                    | Gan–Mercier                     |

## Klasyfikacje końcowe

### Klasyfikacja generalna
| Pozycja | Zawodnik             | Drużyna        | Czas          |
| ------- | -------------------- | -------------- | ------------- |
| 1.      | Lucien Van Impe      | Gitane         | 116 h 22' 23" |
| 2.      | Joop Zoetemelk       | Gan-Mercier    | +4' 14"       |
| 3.      | Raymond Poulidor     | Gan-Mercier    | +12' 08"      |
| 4.      | Raymond Delisle      | Peugeot        | +12' 17"      |
| 5.      | Walter Riccomi       | Scic-Fiat      | +12' 39"      |
| 6.      | Francisco Galdos     | KAS            | +14' 50"      |
| 7.      | Michel Pollentier    | Flandria       | +14' 59"      |
| 8.      | Freddy Maertens      | Flandria       | +16' 09"      |
| 9.      | Fausto Bertoglio     | Jolly Ceramica | +16' 36"      |
| 10.     | Vicente López Carril | KAS            | +19' 28"      |

### Klasyfikacja punktowa
| Pozycja | Zawodnik          | Drużyna        | Punkty |
| ------- | ----------------- | -------------- | ------ |
| 1.      | Freddy Maertens   | Flandria       | 293    |
| 2.      | Pierino Gavazzi   | Jolly Ceramica | 137    |
| 3.      | Jacques Esclassan | Peugeot        | 128    |
| 4.      | Enrico Paolini    | Scic–Fiat      | 122    |
| 5.      | Gerben Karstens   | Raleigh        | 109    |

### Klasyfikacja górska
| Pozycja | Zawodnik          | Drużyna     | Punkty |
| ------- | ----------------- | ----------- | ------ |
| 1.      | Giancarlo Bellini | Brooklyn    | 170    |
| 2.      | Lucien Van Impe   | Gitane      | 169    |
| 3.      | Joop Zoetemelk    | Gan-Mercier | 119    |
| 4.      | Francisco Galdos  | KAS         | 85     |
| 5.      | Raymond Poulidor  | Gan-Mercier | 81     |

### Klasyfikacja młodzieżowa
| Pozycja | Zawodnik         | Drużyna | Czas          |
| ------- | ---------------- | ------- | ------------- |
| 1.      | Enrique Martínez | KAS     | 117 h 07' 13" |
| 2.      | Alain Meslet     | Gitane  | +1′ 30"       |
| 3.      | Bert Pronk       | Raleigh | +3' 49"       |

### Klasyfikacja sprinterska
| Pozycja | Zawodnik           | Drużyna  | Punkty |
| ------- | ------------------ | -------- | ------ |
| 1.      | Robert Mintkiewicz | Gitane   | 54     |
| 2.      | Freddy Maertens    | Flandria | 37     |
| 3.      | Marcello Osler     | Brooklyn | 24     |

### Klasyfikacja drużynowa punktowa
| Pozycja | Drużyna        | Punkty |
| ------- | -------------- | ------ |
| 1.      | Gan-Mercier    | 884    |
| 2.      | Scic           | 1329   |
| 3.      | Peugeot        | 1401   |
| 4.      | Flandria       | 1624   |
| 5.      | Jolly Ceramica | 1626   |

### Klasyfikacja drużynowa
| Pozycja | Drużyna     | Czas          |
| ------- | ----------- | ------------- |
| 1.      | KAS         | 350 h 05' 39" |
| 2.      | Gan-Mercier | +9' 20"       |
| 3.      | Scic        | +28' 02"      |
| 4.      | Peugeot     | +30' 49"      |
| 5.      | Gitane      | +40' 03"      |